# 가거꼬리고사리
가거꼬리고사리(학명: Asplenium yoshinagae)는 고사리목 꼬리고사리과 꼬리고사리속에 속하는 아시아 원산의 양치식물의 일종이다. 본래 일본·중국 남서부·히말라야산맥에 걸쳐 분포하는 것으로 알려져 있었으나 한국에서도 전라남도 신안군 흑산면 가거도에서 발견되어 가거꼬리고사리라는 국명이 붙었으며, 가거도는 본 종의 최북단 서식지로 밝혀졌다.